# Muhammad I al-Rashid
Muhammad I al-Rashīd (1710 – Palazzo del Bardo, 12 febbraio 1759) è stato Bey di Tunisi dal 1756 alla propria morte.
Insignito del titolo di Principe della Corona dal padre, il Ḥusayn I Bey, l'8 settembre 1725, Muḥammad venne nominato dal cugino Ali I Bey Governatore di Susa nel 1736, occupando questa posizione per i 3 anni successivi.
Dopo l'assassinio di Ali I Bey il 22 settembre 1756, l'esercito algerino entrò nella capitale tunisina e la saccheggiò. Ma la divisione del bottino, portò a contrasti anche tra il Bey di Costantina, capo della rivolta, e Muḥammad. Il Bey di Costantina richiamò le proprie truppe, e Muḥammad prese il controllo della cittadella.
In accordo con gli algerini, i turchi della milizia di Tunisi approfittarono del malcontento generale per instaurare un governo rivoluzionario che fece regnare il terrore nella capitale per molte settimane. In seguito il capo del governo decise di marciare alla volta del Palazzo del Bardo dove Muḥammad aveva preso residenza nel tentativo di rivendicare la propria posizione come sovrano di Tunisi. Gli insorti, che disponevano nelle loro schiere di diversi algerini, assediarono il Bardo (che da allora venne cinto di possenti mura).
A questo punto della situazione Muḥammad richiese l'aiuto del fratello Ali (impegnato in una campagna militare nella città di Sfax), ordinandogli di tornare in sua difesa alla capitale con truppe disciplinate. ʿAlī riuscì a sconfiggere gli insorti, restaurando la legittima autorità del fratello e ottenne anche la partenza degli algerini dopo il pagamento di una forte indennità di guerra e l'invio annuale di un tributo consistente in due navi cariche di botti di olio d'oliva.
Muḥammad e suo fratello ʿAlī da allora governarono praticamente in simbiosi e questo spianò la strada al fratello minore per la successione definitiva che avvenne nel 1759, alla morte di Muḥammad I al-Rashīd.